# Víctor y Valentino
Víctor y Valentino es una serie animada estadounidense de aventura sobrenatural de Cartoon Network, creada por Diego Molano.
La historia transcurre en el pueblo sobrenatural de Monte Macabro, cuya temática está inspirada en el folclore indo-latinoamericano como mitos y leyendas olmecas, aztecas, toltecas, incas, mayas y muiscas.
Su episodio piloto se estrenó en Cartoon Network el 29 de octubre de 2016. Más tarde, el canal ordenó eventualmente la realización de la serie, cuyo primer episodio oficial fue estrenado el 30 de marzo de 2019 en Estados Unidos y Latinoamérica, y el 11 de enero de 2020 en España en Boing.
En agosto de 2022, la serie se eliminó de HBO MAX en EE. UU, debido a la purga de Warner Bros. Discovery. Más tarde, se anunció que la temporada 3 sería la última temporada del programa, y el final de la serie se transmitió el 26 de agosto de 2022.[cita requerida]

## Sinopsis
En el pequeño y tranquilo pueblo de Monte Macabro, una pareja de hermanastros buscan aventuras en la ciudad y encuentran sucesos extraños y sobrenaturales con la ayuda de su enigmática abuela. Lo que parece un verano normal se convierte en una aventura mística una tras otra.

## Personajes
- Víctor (voz de Diego Molano): El medio hermano de Valentino que se aburre fácilmente porque es excitable. Prefiere jugar, pero puede ser más bien precipitado y descoordinado. Prefiere parecer genial que seguir instrucciones, pero se preocupa por Valentino, es irresponsable, desordenado y bastante despreocupado por su higiene personal, tiene buen humor y es acaparador, es delgado y bajo.
- Valentino (voz de Rico Rodríguez (piloto), Sean-Ryan Petersen (temporada 1): El medio hermano de Víctor que es más cauteloso y le gusta tomar las cosas más pequeñas de la vida. Tiene mejor coordinación que Víctor y es más inteligente, pero aun así se preocupa por él, es responsable y muy limpio, le gusta mantener su entorno limpio y ordenado, le gusta los juegos menos activos, es robusto y es algo alto.
- Abuela Chata (con voz de Carla Tassara): La abuela de los chicos con la que se alojan en Monte Macabro. Parece ciega, severa, pero amable.
- Charlene (con la voz de Cristina Milizia): Una niña gótica extraña y macabra. Ella tiene conexiones con lo sobrenatural y le gusta usarlas con los hermanos. Está enamorada de Víctor.
- Piña (con la voz de Diego Molano): Un niño monosilábico grande, pesado, que es el hermano de Charlene. Él es usado como un títere por ella y, a pesar de su aspecto intimidante, se muestra que le gusta bailar y ser simpático.
- María Teresa (expresada por Frankie Quiñones): Abuela de Charlene y de Piña, y rival de Chata. Ella es propietaria de un establecimiento de tacos.
- Julio "Don" Jalapeño (con la voz de Jason Hightower): El propietario de un mini-mercado local que se ve involucrado en las travesuras de Vic y Val, y que está bien informado acerca del folclore y las criptas mexicanas. Parece sentirse atraído por la abuela Chata y suda mucho en su presencia.
- Xochi Jalapeño (voz de Cristina Vee): La hija adolescente de Don Jalapeño que cuida las plantas sobrenaturales en la parte posterior de la tienda.

## Temporadas
| Temporada | Temporada | Episodios | Estados Unidos          | Estados Unidos        | Latinoamérica           | Latinoamérica           | España              | España         |
| Temporada | Temporada | Episodios | Primera emisión         | Última emisión        | Primera emisión         | Última emisión          | Primera emisión     | Última emisión |
| --------- | --------- | --------- | ----------------------- | --------------------- | ----------------------- | ----------------------- | ------------------- | -------------- |
|           | Piloto    | Piloto    | 29 de octubre de 2016   | 29 de octubre de 2016 | 1 de septiembre de 2017 | 1 de septiembre de 2017 | -                   | -              |
|           | 1         | 39        | 30 de marzo de 2019     | 26 de octubre de 2019 | 30 de marzo de 2019     | 24 de febrero de 2020   | 11 de enero de 2020 | -              |
|           | 2         | 39        | 18 de abril de 2020     | 29 de mayo de 2021    | 2020                    | 2021                    | -                   | -              |
|           | 3         | 41        | 4 de septiembre de 2021 | 26 de agosto de 2022  | -                       | -                       | -                   | -              |

### Piloto (2016)
| Título | Dirigido por                             | Escrito por  | Fecha de emisión original | Fecha de emisión en Latinoamérica | Código de prod. | Audiencia (millones) |
| --- | ---------------------------------------- | ------------ | ------------------------- | --------------------------------- | --------------- | -------------------- |
| «Victor y Valentino» «Victor and Valentino» | Nick Cross, Robert Alvarez y Randy Myers | Diego Molano | 29 de octubre de 2016     | 1 de septiembre de 2017           | —               | —                    |
| Durante el verano, Victor y Valentino escapan de su aburrimiento siguiendo a un perro extraño al inframundo. Mientras están allí, tienen que resolver un complicado laberinto, pero no parecen trabajar juntos. |                                          |              |                           |                                   |                 |                      |

### Primera temporada (2019)
| N.º en serie | N.º en temp. | Título                                                                                    | Escrito y guionizado por                                 | Historia de                                         | Fecha de emisión original | Fecha de emisión en Latinoamérica | Código de prod. | Audiencia (millones) |
| --- | ------------ | ----------------------------------------------------------------------------------------- | -------------------------------------------------------- | --------------------------------------------------- | ------------------------- | --------------------------------- | --------------- | -------------------- |
| 1 | 1            | «Artesanías traviesas» «Folk Art Foes»                                                    | Diego Molano, Corey Barnes, Leticia Abreu, y Ryan Kramer | Diego Molano y Haley Mancini                        | 30 de marzo de 2019       | 30 de marzo de 2019               | —               | 0.66                 |
| Vic y Val tropiezan con una habitación en el sótano llena de alebrijes, pequeñas muñecas folclóricas coloridas. A pesar de una advertencia de la abuela Chata, los muchachos liberaron accidentalmente un espíritu coyote embaucador llamado HueHue que no quiere hacer nada más que bromas. Mientras Val quiere evitar que cause travesuras, Vic lo encuentra demasiado divertido. |              |                                                                                           |                                                          |                                                     |                           |                                   |                 |                      |
| 2 | 2            | «Fútbol a Muerte» «Dead Ringer»                                                           | Mark Galez y Jon Feria                                   | Isaac González y Diego Molano                       | 30 de marzo de 2019       | 1 de julio de 2019                | —               | 0.66                 |
| Vic elige a otro jugador sobre Val durante un partido de fútbol. En represalia, Val consigue que Guillermo, Rosita, Cacao y su rival Charlene se unan a su equipo. Cuando su equipo no se compara bien con el de Vic, Val acepta la sugerencia de Charlene de conseguir que Juan, un jugador de fútbol del más allá, lo posea solo para que las cosas se salgan de control. |              |                                                                                           |                                                          |                                                     |                           |                                   |                 |                      |
| 3 | 3            | «Amor de hermanos» «Brotherly Love»                                                       | Carmen Liang y Kayla Carlisle                            | Isaac González                                      | 30 de marzo de 2019       | 8 de abril de 2019                | —               | 0.65                 |
| Vic y Val entran en otra de sus peleas fraternales y rompen la planta de la abuela Chata. Van a la tienda de Don Jalapeño y obtienen ayuda de su hija Xochi para obtener una nueva planta. Desafortunadamente, la nueva planta resulta ser un monstruo que crece cada vez que el hermano continúa discutiendo y pronto se desboca por todo Monte Macabro. |              |                                                                                           |                                                          |                                                     |                           |                                   |                 |                      |
| 4 | 4            | «Quintos quinces» «Chata's Quinta Quinceañera»                                            | Chris Allison                                            | Isaac González                                      | 30 de marzo de 2019       | 30 de marzo de 2019               | —               | 0.65                 |
| Mientras Vic y Val se preparan para la Quinta Quinceañera de la abuela Chata, recuerdan que el adolescente Andrés tiene una fiesta en la piscina al mismo tiempo. Sal, un amigo de los hermanos, llega con una flauta mágica que puede transportar a cualquiera a cualquier parte. Los hermanos lo usan para viajar entre fiestas, pero también terminan transportando otras cosas con ellos. |              |                                                                                           |                                                          |                                                     |                           |                                   |                 |                      |
| 5 | 5            | «La leyenda del parque de patinetas» «Legend of the Hidden Skate Park»                    | Miggs Perez and Chris Allison                            | Isaac González y Diego Molano                       | 6 de abril de 2019        | 15 de abril de 2019               | —               | 0.45                 |
| Molestos por todas las reglas, Vic y Val buscan el parque de patinetas escondido. El parque está dirigido por niños que inventan sus propias reglas y están dirigidos por Javier, un niño que pide sacrificios. Una niña llamada Itzel despierta la injusticia de Val sobre la sociedad, lo que obliga a los hermanos a huir cuando Javier se da cuenta de sus sospechas. |              |                                                                                           |                                                          |                                                     |                           |                                   |                 |                      |
| 6 | 6            | «Día de limpieza» «Cleaning Day»                                                          | Mark Galez y Jon Feria                                   | Tom Welch y Diego Molano                            | 6 de abril de 2019        | 22 de abril de 2019               | —               | 0.45                 |
| Es día de limpieza y la abuela Chata está disgustada por lo sucia que está la habitación de Vic y Val, tanto que la casa misma envía a los hermanos a una mazmorra estilo videojuego donde deben limpiar todo. Sin embargo, salir será difícil, ya que a Vic le encanta estar sucio y Val no puede dejar de recoger cosas. |              |                                                                                           |                                                          |                                                     |                           |                                   |                 |                      |
| 7 | 7            | «La niñera» «The Babysitter»                                                              | Kayla Carlisle y Carmen Liang                            | Diego Molano and Julie Whitesell                    | 13 de abril de 2019       | 29 de abril de 22019              | —               | 0.60                 |
| Vic y Val quieren ir a ver un espectáculo de fuegos artificiales, pero Don Jalapeño invita a la abuela Chata a una cita, lo que hace que Xochi tenga que cuidar a los dos. Xochi hace todo lo posible para evitar que los hermanos se vayan, pero cuando finalmente escapan, se dan cuenta de que Xochi se escapó para tomar clases de baile. El trío debe llegar a casa antes que los adultos. |              |                                                                                           |                                                          |                                                     |                           |                                   |                 |                      |
| 8 | 8            | «Huracán Chata» «Hurricane Chata»                                                         | Zeus Cervas y Katherine Frasier                          | Isaac González and Dana Starfield                   | 13 de abril de 2019       | 6 de mayo de 2019                 | —               | 0.60                 |
| Durante el solsticio de verano, Vic y Val se ven obligados a usar los viejos trajes de baño de la abuela Chata en el lago cercano. Aprenden que las emociones de la abuela Chata afectan la ola y deciden recaudar dinero para comprar nuevos trajes de baño. Sin embargo, cuando las olas se detienen, los hermanos comienzan a molestar a Chata y provocan una tormenta. |              |                                                                                           |                                                          |                                                     |                           |                                   |                 |                      |
| 9 | 9            | «El club de los solitarios» «The Lonely Haunts Club»                                      | Kayla Carlisle y Carmen Liang                            | Julie Whitesell y Diego Molano                      | 20 de abril de 2019       | 13 de mayo de 2019                | —               | 0.62                 |
| Mientras la abuela Chata mira una película sobre el Día del Amor, Vic y Val son invitados por sus "rivales" Charlene y Piña para explorar una casa embrujada propiedad de El Pintor, un pintor fantasma. En realidad, el viaje es para que Charlene reciba un beso de Vic, pero la pandilla se sorprende al saber que El Pintor es real. |              |                                                                                           |                                                          |                                                     |                           |                                   |                 |                      |
| 10 | 10           | «Lotería» «Suerte»                                                                        | Zeus Cervas y Katherine Frasier                          | Isaac González y Diego Molano                       | 20 de abril de 2019       | 20 de mayo de 2019                | —               | 0.62                 |
| La abuela Chata compra un juego de mesa llamado Lotería a María Teresa y lo juega con Vic y Val. Cuando Vic hace trampa, los personajes del juego cobran vida y comienzan a transportar a todas las personas de Monte Macabro al juego. Ahora Vic debe decir la verdad para salvar a todos, pero está demasiado orgulloso para admitirlo. |              |                                                                                           |                                                          |                                                     |                           |                                   |                 |                      |
| 11 | 11           | «El cuarto oscuro» «The Dark Room»                                                        | Mark Galez y Jon Feria                                   | Isaac Gonalez                                       | 27 de abril de 2019       | 27 de mayo de 2019                | —               | 0.43                 |
| Val intenta unirse al club de fotografía, pero su líder, Baker, se ríe. Val se inspira en su amiga Isabella para tomar la mejor foto que pueda. Por sugerencia indirecta de Vic, los dos deciden ir a buscar al legendario Chupacabra. Cuando lo encuentran, resulta que no es nada de lo que esperaban. |              |                                                                                           |                                                          |                                                     |                           |                                   |                 |                      |
| 12 | 12           | «El Coleccionista» «The Collector»                                                        | Miggz Perez y Chris Allison                              | Isaac Gonalez                                       | 4 de mayo de 2019         | 10 de junio de 2019               | —               | 0.48                 |
| Vic toma una de las monedas de Val de su colección de monedas para usar en un juego de futbolín. Enojado porque su hermano le quitó algo, Val encuentra "Rarezas de Chip, una tienda que alberga colecciones invaluables. El dueño, Chip, reemplaza la moneda, pero a cambio toma a Vic como parte de su espeluznante colección de títeres. |              |                                                                                           |                                                          |                                                     |                           |                                   |                 |                      |
| 13 | 13           | «Víctor y la Lechuza» «The Boy Who Cried Lechuza»                                         | Miggz Perez y Chris Allison                              | Isaac González, Tom Welch y Diego Molano            | 11 de mayo de 2019        | 3 de junio de 2019                | —               | 0.43                 |
| Vic finge una lesión para salir del trabajo. Val inmediatamente lo saca, haciendo que Chata se vuelva contra él. Vic se deja llevar repentinamente por Lechuza, una mitad mujer mitad búho que se lleva a los niños para mimarlos. Vic de repente se da cuenta de que ser mimado de por vida no es una buena forma de vida. |              |                                                                                           |                                                          |                                                     |                           |                                   |                 |                      |
| 14 | 14           | «Jefe por un día» «Boss For a Day»                                                        | Zeus Cervas y Katherine Frasier                          | Isaac González                                      | 18 de mayo de 2019        | 24 de junio de 2019               | —               | 0.45                 |
| Chata deja que Vic dirija el puesto de tacos cuando se queja de que Val lo está mandando. Vic resulta ser aún más mandón y "despide" a Val del el puesto de tacos. Intenta manejarlo solo con Miguelito, pero sus acciones terminan volviendo a toda la ciudad en su contra y hacen que el puesto de tacos sea arrastrado por un caballo. |              |                                                                                           |                                                          |                                                     |                           |                                   |                 |                      |
| 15 | 15           | «Nueva mascota» «Cuddle Monster»                                                          | Kayla Carlisle y Carmen Liang                            | Julie Whitesell y Diego Molano                      | 25 de mayo de 2019        | 17 de junio de 2019               | —               | 0.53                 |
| Después de que Chata les dijo que no pueden tener una mascota, Vic y Val descubren una extraña criatura lagarto llamada Zepotle a la que llamaron Cosquillas. Don Jalapeño les dice que solo lo alimenten con alimentos naturales, pero cuando Vic accidentalmente le da refrescos, Cosquillas crece y no puede saciar su apetito cuando comienza a perseguir a la mascota de Chata, Huitzi. |              |                                                                                           |                                                          |                                                     |                           |                                   |                 |                      |
| 16 | 16           | «Los Cadejos» «Los Cadejos»                                                               | Kayla Carlisle y Carmen Liang                            | Julie Whitesell                                     | 1 de junio de 2019        | 8 de julio de 2019                | —               | 0.48                 |
| Val guarda rencor contra Vic por revelar su secreto a todos. Cuando Chata los envía a las montañas a recoger pimientos para ella, se encuentran con un perro negro que comienza a seguirlos. Una mujer llamada Guadalupe les dice que es un Cadejo negro malvado que se alimenta de la ira de los rencores y lleva a las personas a su destino. |              |                                                                                           |                                                          |                                                     |                           |                                   |                 |                      |
| 17 | 17           | «Crece» «It Grows»                                                                        | Miggs Perez y Chris Allison                              | Julie Whitesell                                     | 8 de junio de 2019        | 15 de julio de 2019               | —               | 0.39                 |
| Val comienza a mostrar signos de vello facial, ganándose la admiración de todos los adultos, pero la ira de Vic que quiere tener su propio vello facial. Roba la fórmula para el crecimiento del cabello de María Teresa y le crece un bigote más grueso. Sin embargo, el bigote gana su propia mente y comienza a causar estragos en todo Monte Macabro. |              |                                                                                           |                                                          |                                                     |                           |                                   |                 |                      |
| 1819 | 1819         | «Bienvenidos al Inframundo» «Welcome to the Underworld»                                   | Mark Galez y Jon Feria                                   | Isaac González                                      | 22 de junio de 2019       | 14 de octubre de 2019             | —               | 0.38                 |
| Vic está cansado de ser llamado pequeño y débil y se humilla aún más durante un combate de lucha libre cuando lo apodan "El Camarón". Él y Val terminan viajando con Achi al inframundo para que Vic pueda conocer a su famoso tío de lucha libre El Toro. Mientras están allí, se encuentran con los guardianes, los Guardianes del Inframundo Mic y Hun que quieren atrapar a Vic y Val en el inframundo para siempre. Mientras Val quiere llegar a casa, Vic insiste en ver a su tío, pero ahora debe rescatarse a sí mismo y a su hermano enfrentando a los guardianes en un combate de lucha real. |              |                                                                                           |                                                          |                                                     |                           |                                   |                 |                      |
| 20 | 20           | «Un nuevo Don» «A New Don»                                                                | Kayla Carlisle y Carmen Liang                            | Julie Whitesell y Diego Molano                      | 29 de junio de 2019       | 11 de noviembre de 2019           | —               | 0.40                 |
| Mientras intentaban bromear con Don Jalapeño, Vic y Val se enteran del Tzitzimime, un ser de las estrellas que hace que la gente haga cosas raras. Continúan su intento de broma, pero de la nada, comienza a mostrar un comportamiento inusual que perturba a los niños, lo que hace que tengan que investigar su códice. |              |                                                                                           |                                                          |                                                     |                           |                                   |                 |                      |
| 21 | 21           | «Los reyes de los churros» «Churro Kings»                                                 | Leticia Silva y Daniel Villa De Rey                      | Spencer Rothbell                                    | 6 de julio de 2019        | 18 de noviembre de 2019           | —               | 0.28                 |
| Vic y Val están decepcionados con las ganancias que reciben. Por consejo de Chata, deciden comenzar a vender churros para ganar dinero. Cuando los otros residentes comienzan a robar a sus clientes, los niños deciden limpiar la competencia, hasta que Lupe los atrapa y reúne a los otros vendedores para vengarse de ellos. |              |                                                                                           |                                                          |                                                     |                           |                                   |                 |                      |
| 22 | 22           | «Sabelotodo» «Know It All»                                                                | Zach Bellissimo y Miggs Perez                            | Isaac González y Diego Molano                       | 13 de julio de 2019       | 25 de noviembre de 2019           | —               | 0.30                 |
| Durante una excursión de espeleología, Vic abre accidentalmente una prisión liberando numerosas criaturas chiropteranas demoníacas gigantes, Camazotz. Él y Val van a ver a Don Jalapeño en busca de ayuda para derrotar a las criaturas. Sin embargo, Vic sigue tratando de presentarse como un sabelotodo y termina ignorando a Don Jalapeño y metiendo al grupo en mayores problemas. |              |                                                                                           |                                                          |                                                     |                           |                                   |                 |                      |
| 23 | 23           | «Duelo de globos» «Fistfull of Balloons»                                                  | Mark Galez y Jon Feria                                   | Issac Gonzalez                                      | 20 de julio de 2019       | 2 de diciembre de 2019            | —               | 0.35                 |
| Mientras está en medio de una pelea con globos de agua, Vic es doblemente cruzado por uno de sus propios miembros. Enojado y molesto, emprende una misión de venganza para encontrar y eliminar al traidor. Él continúa buscando, encontrando una serie de pistas falsas. Cuando descubre quién es el traidor, se convierte en una guerra total de globos de agua. |              |                                                                                           |                                                          |                                                     |                           |                                   |                 |                      |
| 24 | 24           | «Amor a primera mordida» «Love at First Bite»                                             | Kayla Carlisle y Carmen Liang                            | Julie Whitesell                                     | 27 de julio de 2019       | 9 de diciembre de 2019            | —               | 0.40                 |
| Val conoce a una nueva chica llamada Matty que parece una versión femenina de él y afirma tener intereses similares. Val inmediatamente se desmaya por ella y los dos salen. Sin embargo, Vic sospecha de ella y sigue a los dos. Finalmente, se revela que Matty y su familia son Matlazihua y planean comer Val, por lo que Vic llega para salvar el día. |              |                                                                                           |                                                          |                                                     |                           |                                   |                 |                      |
| 25 | 25           | «Sigue la corriente» «Go With The Flow»                                                   | Leticia Silva y Daniel Villa De Rey                      | Isaac González                                      | 3 de agosto de 2019       | 16 de diciembre de 2019           | —               | 0.29                 |
| Chata invita a Sal a quedarse con ella y los niños después de que perdiera su casa. Mientras que a Vic y Val les gusta Sal, resulta ser un huésped desordenado de la casa que rápidamente los molesta. Intentan deshacerse de él, pero él solo quiere quedarse más tiempo. Finalmente, deja su tocado y los niños juegan con ella, solo para descubrir que le permite al usuario volar. |              |                                                                                           |                                                          |                                                     |                           |                                   |                 |                      |
| 26 | 26           | «Aluxes»                                                                                  | Miggs Perez y Zach Bellissimo                            | Isaac González                                      | 10 de agosto de 2019      | 23 de diciembre de 2019           | —               | 0.36                 |
| Como Val realiza un juego de rol con los otros niños, Vic se siente insultado cuando le dicen que no tiene las características de un rey. Encuentra una corona antigua en casa que da vida a las estatuas en la sala de estar. Al principio, Vic comienza a divertirse superando a Val y a los otros niños, pero cuando la corona se rompe, las estatuas se vuelven malévolas y peligrosas. |              |                                                                                           |                                                          |                                                     |                           |                                   |                 |                      |
| 27 | 27           | «La fiesta de Guillermo» «Guillermo's Gathering»                                          | Zach Bellissimo, Miggs Perez, y Gina Gress               | Spencer Rothbell                                    | 17 de agosto de 2019      | 3 de febrero de 2020              | —               | 0.41                 |
| Chata obliga a Vic y Val a asistir a la fiesta de cumpleaños de Guillermo. Inmediatamente se desaniman por sus gustos excéntricos y góticos, así como por las decepcionantes festividades. En un intento por encontrar recuerditos de fiesta para demostrar que asistieron, accidentalmente impulsan la mejor creación de Guillermo, un set de trenes súper rápido y divertido. |              |                                                                                           |                                                          |                                                     |                           |                                   |                 |                      |
| 28 | 28           | «Los niños del globo» «Balloon Boys»                                                      | Leticia Silva y Daniel Villa De Rey                      | Isaac González                                      | 24 de agosto de 2019      | 30 de diciembre de 2019           | —               | 0.47                 |
| Mientras Vic y Val discuten sobre ser favorecidos, Sal llega en su globo aerostático e invita a los hermanos a unirse a él para pintar sobre las Líneas de Nazca. Cuando Sal les informa de sus habilidades de alteración de la realidad, los niños comienzan a dibujar sus propias Líneas de Nazca para convertirse en el "favorito" de Sal al ser su cocapitán. |              |                                                                                           |                                                          |                                                     |                           |                                   |                 |                      |
| 29 | 29           | «El gran robo de bongos» «The Great Bongo Heist»                                          | April Amezquita y Jason Dwyer                            | Julie Whitesell                                     | 5 de octubre de 2019      | 6 de enero de 2020                | —               | 0.49                 |
| Xochi permite que Vic y Val usen sus bongos para divertirse. Sin embargo, resulta ser el Día de Abuela y los niños no tienen nada que darle a Chata. En un esfuerzo de último minuto, le regalan los bongos y se arrepienten de inmediato. Incapaces de abrirse, deciden vestirse como ladrones y robarlos, pero descubren que la casa tiene una alarma antirrobo sobrenatural. |              |                                                                                           |                                                          |                                                     |                           |                                   |                 |                      |
| 30 | 30           | «Escape de Bahía Bebé» «Escape from Bebe Bay»                                             | April Amezquita y Mike Diederich                         | Julie Whitesell                                     | 5 de octubre de 2019      | 13 de enero de 2020               | —               | 0.49                 |
| Mientras los adultos tienen un día de spa, Vic y Val se esconden de una guerra de agua y deciden usar un poco de la crema de María Teresa para camuflarse. Sin embargo, la crema resulta ser una crema antiarrugas y convierte a los niños, así como a Don Jalapeño en bebés. Terminan en una guardería donde pueden entender a Cacao, que dirige el lugar como una prisión. |              |                                                                                           |                                                          |                                                     |                           |                                   |                 |                      |
| 31 | 31           | «Banda de por vida» «Band for Life»                                                       | Kayla Carlisle y Carmen Liang                            | Julie Whitesell                                     | 5 de octubre de 2019      | 20 de enero de 2020               | —               | 0.45                 |
| Xochi se dirige a un concierto de Punk. A sugerencia de Chata, ella toma a regañadientes a Vic y Val junto con ella. Los chicos una vez más causan un alboroto en el concierto que avergüenza a Xochi sin fin. Desesperados por dejar una impresión en ella y su tripulación, deciden subir al escenario y mostrar cuán geniales pueden ser. |              |                                                                                           |                                                          |                                                     |                           |                                   |                 |                      |
| 32 | 32           | «Tez Dice» «Tez Sez»                                                                      | Miggs Perez y Zach Bellissimo                            | Diego Molano y Spencer Rothbell                     | 5 de octubre de 2019      | 27 de enero de 2020               | —               | 0.45                 |
| María Teresa les presenta a Vic y Val a su esposo, Tez, un mago elegante. Los invitan a una fiesta, pero Chata les impide ir. Los chicos se escabullen y descubren que Tez es un hombre todopoderoso y sin escrúpulos que tiene grandes planes para Monte Macabro. Cuando atrapa a Vic en uno de sus espejos, Val tiene que rescatarlo y derrotar a este enemigo sobrenatural. |              |                                                                                           |                                                          |                                                     |                           |                                   |                 |                      |
| 33 | 33           | «Eternamente» «Forever Ever»                                                              | April Amezquita y Gina Gress                             | Spencer Rothbell                                    | 12 de octubre de 2019     | 10 de febrero de 2020             | —               | 0.42                 |
| Vic y Val quieren ir al cine, pero necesitan dinero, por lo que deciden limpiar el ático de María Teresa. Mientras están allí, activan accidentalmente una estatua del temporizador espeluznante que los atrapa en un bucle de tiempo. Mientras Vic intenta usarlo para su ventaja, Val trata de resolver el misterio de su situación, y finalmente se da cuenta de que la estatua tiene la culpa. |              |                                                                                           |                                                          |                                                     |                           |                                   |                 |                      |
| 34 | 34           | «Baila, Reynaldo, Baila» «Dance Reynaldo Dance»                                           | Miggs Perez y Zach Bellissimo                            | Julie Whitesell                                     | 12 de octubre de 2019     | 24 de febrero de 2020             | —               | 0.42                 |
| Vic está desesperado por ganar el premio en efectivo para el concurso de baile en Monte Macabro y está frustrado de que su compañero Val no le permita tomar todas las decisiones. En su lugar, elige un compañero diferente: Reynaldo. Pero Vic empuja a Reynaldo demasiado fuerte para ejecutar su visión artística. Eventualmente, él aprende que para ser un éxito, deben ser socios iguales. |              |                                                                                           |                                                          |                                                     |                           |                                   |                 |                      |
| 35 | 35           | «La casa del árbol» «Tree Buds»                                                           | Kayla Carlisle y Carmen Liang                            | Spencer Rothbell                                    | 19 de octubre de 2019     | 17 de febrero de 2020             | —               | 0.59                 |
| Val intenta perfeccionar su casa del árbol, pero Vic quiere ayudar. Él le dice que vaya a buscar un perchero para distraerlo y le roba una rama de El Árbol Vampiro. Vic se astilla y comienza a convertirse en un árbol. Ahora Val debe deshacerse de algo precioso para él o, de lo contrario, Vic y el resto de sus amigos se convertirán en parte de un árbol monstruoso. |              |                                                                                           |                                                          |                                                     |                           |                                   |                 |                      |
| 36 | 36           | «El Club de los Solitarios 2: La Isla de las Muñecas» «Lonely Haunts Club 2: Doll Island» | Kayla Carlisle y Carmen Liang                            | Julie Whitesell                                     | 26 de octubre de 2019     | 3 de febrero de 2020              | —               | 0.50                 |
| Cuando Andrés regresa con un recuerdo de La Isla de las Muñecas, Vic y Val optan por ir allí para poder traer de vuelta a Annie, la muñeca de Mary Mechas. Charlene y Piña compiten con ellos para obtener la muñeca primero. Sin embargo, cuando finalmente encuentran la muñeca, Mary y su ejército de ratas los abordan para que se la devuelvan. |              |                                                                                           |                                                          |                                                     |                           |                                   |                 |                      |
| 37 | 37           | «Gatocalipsis» «Cat-Pocalypse»                                                            | Leticia Silva y Daniel Villa De Rey                      | Julie Whitesell                                     | 26 de octubre de 2019     | 10 de febrero de 2020             | —               | 0.50                 |
| En una parodia suelta de La Ventana Indiscreta, Vic se enferma y no puede dormir, así que espía a los vecinos. Él ve a Piña ocupando un lugar en la ciudad y recolectando gatos en secreto. Con la ayuda de Val y Don Jalapeño, llegaron a la conclusión de que Piña está creando un ejército de gatos robot para un gatocalipsis y se unen para tratar de frustrar sus planes. |              |                                                                                           |                                                          |                                                     |                           |                                   |                 |                      |
| 38 | 38           | «El Silbón»                                                                               | April Amezquita y Chris Jiménez                          | Diego Molano y Julie Whitesell                      | 26 de octubre de 2019     | 24 de febrero de 2020             | —               | 0.48                 |
| Vic y Val crean un aterrador laberinto de maíz que no asusta a nadie. A sugerencia de Charlene, salen y buscan a El Silbón (The Whistler), un demonio capaz de asustar a cualquiera. Sin embargo, resulta ser demasiado bueno en su trabajo ya que roba los esqueletos que pertenecen a los niños de Monte Macabro. Ahora Vic debe desafiarlo a un silbato. |              |                                                                                           |                                                          |                                                     |                           |                                   |                 |                      |
| 39 | 39           | «En la Colina Nahual» «On Nagual Hill»                                                    | Daniel Villa De Rey, Leticia Silva, y Zach Bellissimo    | Isaac González, Spencer Rothbell, y Julie Whitesell | 26 de octubre de 2019     | 17 de febrero de 2020             | —               | 0.48                 |
| Mientras caminan, Vic y Val ven una buena cascada y la transforman en un tobogán de agua para sus amigos. Sin embargo, los animales están en peligro de extinción y un Nahual transforma a Vic y Val en un pollo y un burro, respectivamente. Cuando se dan cuenta de que han maltratado a los animales, Vic y Val emprenden una misión de rescate para salvar la cascada. |              |                                                                                           |                                                          |                                                     |                           |                                   |                 |                      |